# Charles Fernando Basilio da Silva
Charles Fernando Basílio da Silva, genannt Charles, (* 14. Februar 1985 in Rio de Janeiro) ist ein ehemaliger brasilianischer Fußballspieler.

## Karriere
Charles begann seine fußballerische Ausbildung beim Cruzeiro EC aus Belo Horizonte. Bei diesem gab er 2005 mit zwanzig Jahren sein Debüt. Hier konnte er sich aber nicht auf Dauer durchsetzen, so dass er zunächst an verschiedene unterklassige Clubs ausgeliehen wurde.
2008 wechselte er nach Europa zu Lokomotive Moskau. Er bestritt hier nur wenig Spiele und ging 2011 auf Leihbasis wieder nach Brasilien. Seine nächste Stadion wurde der FC Santos. Hier stand wieder überwiegend in der Reserve, errang mit der Mannschaft aber den Titel der Copa Libertadores 2011. Im selben Jahr ging es wieder weiter, dieses Mal zurück zu seinem alten Heimatverein Cruzeiro. Nach der Saison 2012 spielte er wieder keine Rolle beim neuen Trainer Marcelo Oliveira und wurde wieder ausgeliehen. Bis Saisonende 2013 ging es nach São Paulo zum SE Palmeiras. Zurück zu Cruzeiro kam er in der Saison 2015 nochmals zu 32 Einsätzen in verschiedenen Wettbewerben. Am Ende der Saison wurde sein Vertrag aber nicht mehr verlängert.
Im Frühjahr 2016 wechselte Charles zum türkischen Erstligisten Antalyaspor. Sein erstes Spiel in der türkischen Süper Lig bestritt er in der Saison 2015/16 am 5. Februar 2016 gegen Fenerbahçe Istanbul. In dem Spiel wurde er in der 80. Minute für Danilo eingewechselt. Sein erstes Ligator für Antalyaspor erzielte Charles am 13. Mai 2016. In der 20. Minute erzielte er mit rechts das Tor zum 2:0 gegen Trabzonspor nach Vorlage von Ömer Şişmanoğlu (Entstand 7:0).

## Erfolge
Ipatinga
- Staatsmeisterschaft von Minas Gerais: 2005

Cruzeiro
- Staatsmeisterschaft von Minas Gerais: 2008

Santos
- Staatsmeisterschaft von São Paulo: 2011
- Copa Libertadores: 2011

Palmeiras
- Série B: 2013